# Maija Isola
Maija Sofia Isola (Riihimäki, 15 de marzo de 1927 - 3 de marzo de 2001) fue una pintora y diseñadora textil finlandesa, creadora de más de 500 diseños, incluido Unikko (Papoula). Sus atrevidos y coloridos diseños hicieron famosa a la compañía de mobiliario y diseño Marimekko en la década de 1960. También hizo carrera como artista visual. Isola expuso en toda Europa, incluyendo la Exposición Mundial de Bruselas y la Triennale de Milán, así como en Estados Unidos. Las retrospectivas de su trabajo fueron expuestas en el Museo del Diseño de Helsinki, el Victoria and Albert Museum de Londres, el Museo del Diseño de Copenhague, el Museo Etnográfico Esloveno de Liubliana y el Minneapolis Institute of Arts. Sus diseños siguen vendiéndose en Marimekko.

## Biografía
Isola fue la menor de las tres hijas de Mauno y Toini Isola. Mauno fue un granjero que escribía letras de canciones, incluida un popular villancico. Las niñas vivían en la granja familiar y ayudaban con el trabajo agrícola en verano. Hacían muñecas de papel con vestidos elegantes para su casa de muñecas artesanal, que tenían con elaborados decorados interiores.
Isola fue a estudiar pintura en la Escuela Central de Artes Industriales de Helsinki. En 1945, cuando la Segunda Guerra Mundial llegó a su fin,(con la lucha entre Finlandia y su vecino, Rusia) su vida cambió radicalmente: su padre murió, y ella se quedó embarazada. El 22 de julio de 1945 se casó con el artista comercial Georg Leander y su hija Kristina nació en enero de 1946.
Vivió y trabajó la mayor parte de su vida en Finlandia, y también pasó algunos años en Francia, Argelia y los Estados Unidos. Se casó tres veces, y su hija Kristina Isola también se convirtió en diseñadora de Marimekko, colaborando con Maija durante un tiempo. Su nieta Emma también diseña para la compañía finlandesa.

## Trayectoria
Maija Isola viajó a Oslo en 1948, en esta ciudad visitó la exposición de Van Gogh y vio allí las pinturas de Edvard Munch. Tras ver la exposición de ollas de la antigüedad clásica en el Museo de Artesanía y Diseño de Oslo tuvo la inspiración para crear su impresión Amfora (Ánfora).
Durante el año 1949 viajó por Europa con el pintor Jaakko ("Jaska") Somersalo, con quien estuvo casada hasta 1955. Él le enseñó la técnica de la xilografía y la animó a pintar.

### Marimekko
Siendo todavía una estudiante, en 1945, la fundadora de Marimekko, Armi Ratia, se fijó en ella por obras como Amfora (Ánfora). Ratia contrató a Isola para trabajar en Printex, la precursora de Marimekko y se convirtió en la principal diseñadora textil de la empresa, creando entre ocho y diez patrones cada año.
Entre 1957 y 1963 realizó su primera serie de obras sobre uno único tema, Luonto (Naturaleza). La obra consistía en 30 diseños basados en plantas planchadas por su hija Kristina, a partir de los 11 años. En 1958, comenzó otra serie, Ornamentti (Ornamento), basada en el arte popular eslavo. También constaba de 30 diseños que la hicieron muy famosa.
En 1959 casó con el juez Jorma Tissari. Era un rico amante del arte con una espaciosa casa en el centro de Helsinki. Cuando Isola quería una mayor libertad creativa del control de Ratia, él negoció un nuevo contrato con Marimekko para ella, permitiéndole trabajar a su imagen y semejanza.

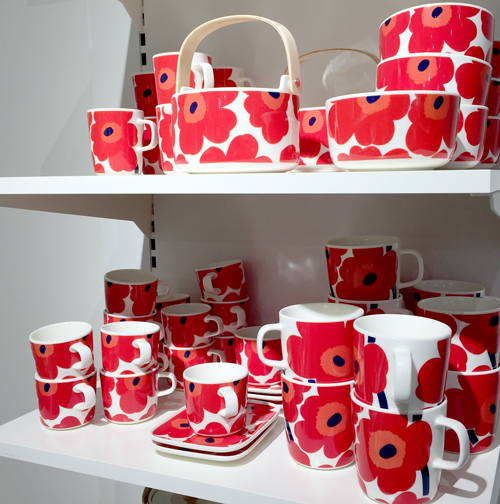
Tazas de Marimekko con el diseño Unikko. Este diseño fue creado por Maija Isola en 1964 y permanece en producción desde entonces.

La colaboración entre Isola y Ratia fue un «infrecuente juego de poder creativo» caracterizado por la «vitalidad y la inventiva» en lugar de un entendimiento harmonioso. Este tono se estableció cuándo, en 1964, Isola «provocativamente» desafió la afirmación de Ratia de que odiaba los modelos florales, configurando el estilo de la compañía pintando el famoso patrón Unikko (Papoula) en rosa, rojo y negro sobre blanco; el patrón estuvo en producción desde entonces. Fue uno de los ocho diseños florales que Ratia eligió del portapapeles de Isola en ese período.
De 1965 a 1967, Isola trabajó en el tema del Sol y el mar, creando al menos nueve diseños empleados por Marimekko, incluidos Albatrossi (Albatros), Meduusa (Medusa) y Osteri (Ostra). Sus patrones ya estaban siendo ampliamente reproducidos. Para facilitar este proceso y reproducirlos de manera precisa, Isola mantuvo un conjunto de «libros de patrones». Estos libros eran libros de ejercicios manuscritos que contenían detalles precisos de las repeticiones de los patrones. Cada uno, como el suyo Lovelovelove de 1968, fue pintado a escala en una página del libro de patrones, colorado, y con anotaciones de los nombres de los colores empleados. Los libros también registraron el tamaño de la repetición real e indicaciones para la impresión. Los libros continuaron siendo empleados cómo guías de producción en las décadas posteriores a su muerte.
En 1970 viajó sola a París para escapar de sus compromisos matrimoniales y familiares. Allá tuvo una aventura amorosa con el egiptólogo Ahmed Al-Haggagi, quien la animó a trabajar en patrones árabes, pergeñando para ella la base de su Poppy. Sus patrones de inspiración árabe de este período incluyen Kungatar, Naamio, Sadunkertoja, Tumma, y Välly. En 1971 se separó de Tissari, al darse cuenta de que prefería vivir sola y ̟pasó tres años en Argelia.

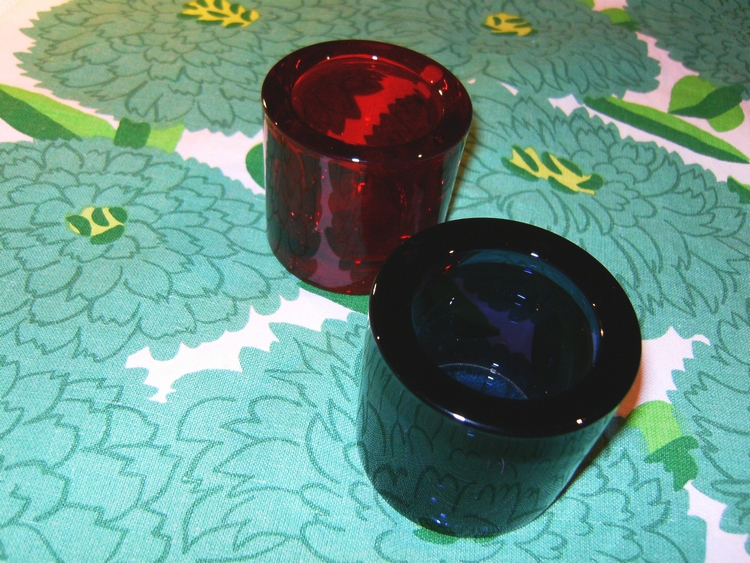
Mantel con el patrón de Isola de 1974 Primavera (con candelabros diseñados por Heikki Orvola).

En 1974, Isola diseñó el popular patrón Primavera, que consistía en estilizadas flores de caléndula; desde entonces fue impreso en colores diferentes para manteles, platos y otros artículos. En 1976 regresó a París, trabajando con Al-Haggagi en una serie de grabados de inspiración egipcia entre los que se incluyen Niili (Nilo), Nubia, y Papyrus. Al año siguiente acompañó a Al-Haggagi a Boone (Carolina del Norte, Estados Unidos) donde él era profesor. Ese año lo pasó pintando, caminando y haciendo yoga, inspirada por el paisaje de los Apalaches que -según ella- le recordaba su ciudad natal, Riihimäki. Realizó algunos diseños, pero le resultó difícil venderlos en el mercado estadounidense, ya que había pocas fábricas que pudieran imprimir telas de acuerdo con sus especificacones.
En 1979, al regresar a Finlandia, 160 de sus obras, incluyendo pinturas y bocetos pero no sus diseños impresos, se exhibieron en una exposición retrospectiva en una galería de Helsinki.
Desde 1980 a 1987 Maija Isola diseñó patrones para Marimekko conjuntamente con su hija, Kristina (ambos nombres aparecen en el borde de cada impresión); trabajaron en sus propios estudios, en invierno en Helsinki, en verano en Kaunismäki. Kristina Isola se convirtió en una de las principales diseñadoras de Marimekko; se había unido a Marimekko cuando tenía 18 años. Durante sus 40 años de carrera en Marimekko, Maija Isola creó una cifra «pasmosa» de 500 impresiones para la compañía. Entre las más conocidas figuran Kivet (Piedras) y Kaivo (Bien); siguen vendiéndose en el siglo XXI.

### Jubilación
Desde 1987, cuando se jubiló, Isola trabajó en la pintura en lugar de los textiles, hasta su muerte el 3 de marzo de 2001. Sus diseños y Marimekko, entraron en declive. En 1991, la nueva directora de Marimekko, Kirsti Paakkanen relanzó con éxito el diseño Fandango de Isola, pero no fue hasta finales de la década de 1990 cuándo Marimekko volvió a ser ampliamente popular. Sus éxitos renovados estuvieron basados en los patrones "clásicos" de Isola de las décadas de 1950 y 1960.

## Acogida

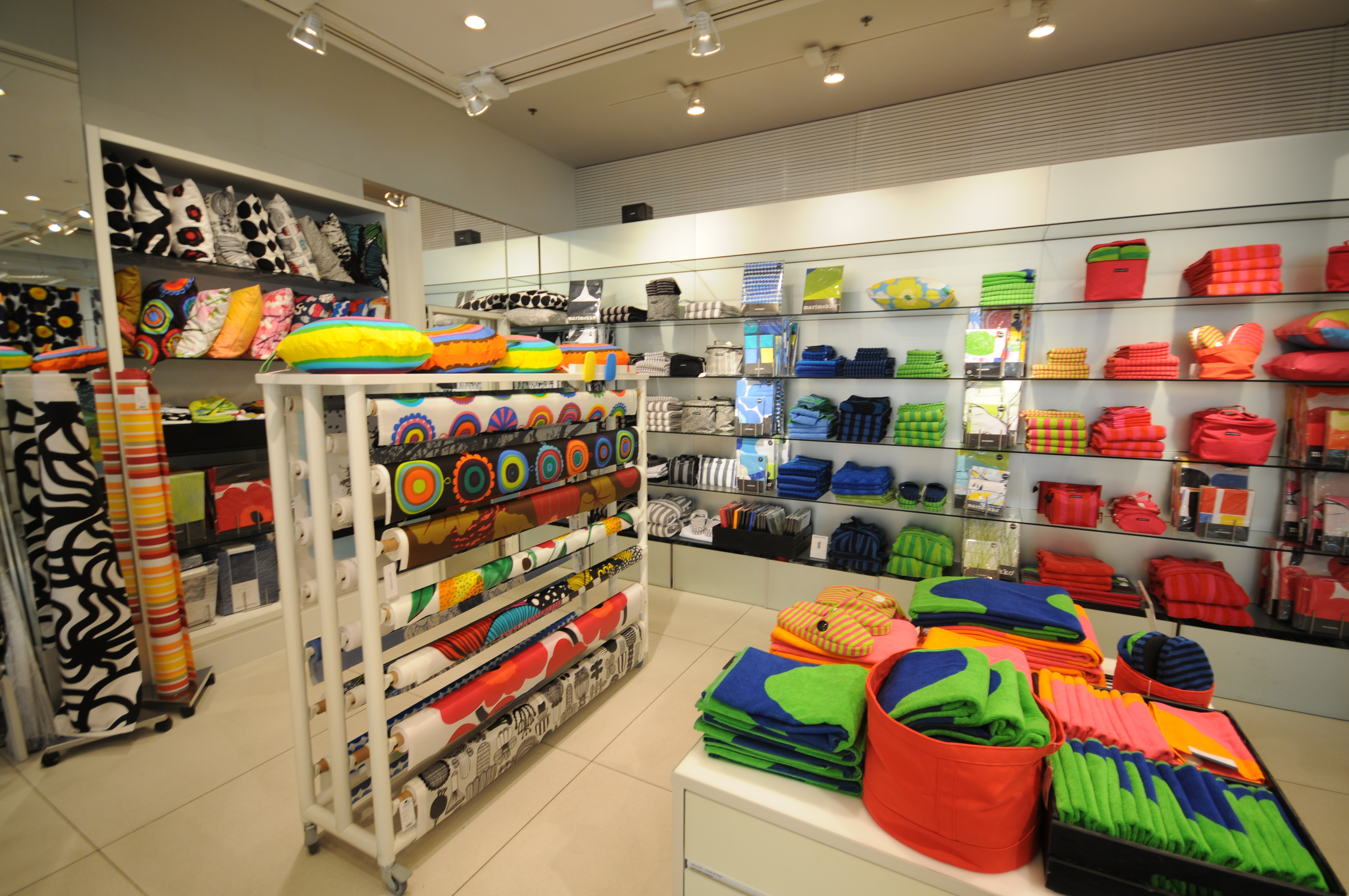
Los colores brillantes y los padrones llamativos de Marimekko le deben mucho al diseño y ejemplo de Maija Isola. Un rollo de Unikko es el segundo desde abajo del soporte de telas; un rollo vertical de Joonas (Xonás) en blanco y negro se encuentra en el extremo izquierdo de la imagen.

Según FinnStyle, Isola fue «indiscutiblemente la más famosa diseñadora textil que existió en Marimekko», y «creó más de 500 impresiones durante su largo y colorido trabajo». Su obra permitió a la empresa convertirse en una líder mundial de creación de tendencias de moda.
Ivar Ekman, escribiendo en The New York Times, cita Marianne Aav, directora del Museo del Diseño de Helsinki: «Lo que entendemos como estilo Marimekko se basa en gran medida en el que Maija Isola estaba haciendo». Ekman comenta «La gama de impresiones que produjo Isola para Marimekko es asombrosa», ya que los patrones abarcan el «minimalismo geométrico», «naturalismo atenuado» y la «explosión de colores».
Marion Hume, escribiendo en Time Magazine, explica que Isola «fue capaz de crear un rango asombroso, desde la intricada y folclórica Enanas (1962) —que se mantiene como uno de los diseños más populares para el mercado nacional— hasta la radicalmente simple, dramáticamente ampliada y asimétrica Unikko (1964), originalmente en rojo y azul, que puede que sea una de las impresiones más reconocidas en la tierra».
Según Tamsin Blanchard, en The Observer, «Los diseños de Maija Isola – una de las diseñadoras más originales y antiguas de la compañía - superaron la prueba del tiempo». Blanchard describe como «atemporal» el diseño de Isola de 1972 Wind «con sus siluetas de esqueletos de árboles orgánicos», su Putinotko de 1957 "impresión puntiaguda en blanco y negro», el suyo Melooni de 1963 y su Stones de 1956.
Hannah Booth, escribiendo en The Guardian, explica que la fundadora de Marimekko, Armi Ratia, «reclutó Maija Isola, a la primera y más importante de las muchas nuevas diseñadoras, para crear impresiones originales». Ella describe a Isola como poco convencional, dejando a su hija Kristina «para crecer con su abuela para poder viajar por el mundo y encontrar inspiración para sus textiles». Booth citaa la novelista finlandesa Kaari Utrio diciendo que Isola fue «un personaje peligrosamente original»; ella «pertenecía a una generación pionera» que permitía a las mujeres nuevas moverse libremente por las artes.
Lesley Jackson, en un capítulo titulado Op, Pop, and Psychedelia, escribe que «desde Finlandia la exuberante Marimekko que lo conquista todo irrumpió en la escena internacional» en la década de 1960; ella ilustra esto con un patrón de Vuokko Nurmesniemi, y tres de – Lokki, Melooni, y el inevitable Unikko. De Lokki, Jackson escribe que «Isola revolucionó el diseño con sus patrones simples, audaces y planos, impresos a una escala dramática. El diseño, cuyo título significa "Gaviota", evoca el mecer de las olas y el aleteo de las alas de los pájaros». Del famoso Unikko, Jackson señala: «Este patrón enorme de explosión de amapolas encarna la confianza en el diseño desenfrenado de mediados de la década de 1960, y presiente la exaltación y los colores candentes de la era flower power».
Hanna-Liisa Ylipoti apunta que «Los temas de muchos diseños de Marimekko son también muy finlandeses, retratando la naturaleza finlandesa. Por ejemplo, Maija Isola creó sus series y diseños Luonto (Naturaleza) empleando esecímenes reales de plantas».

## Legado

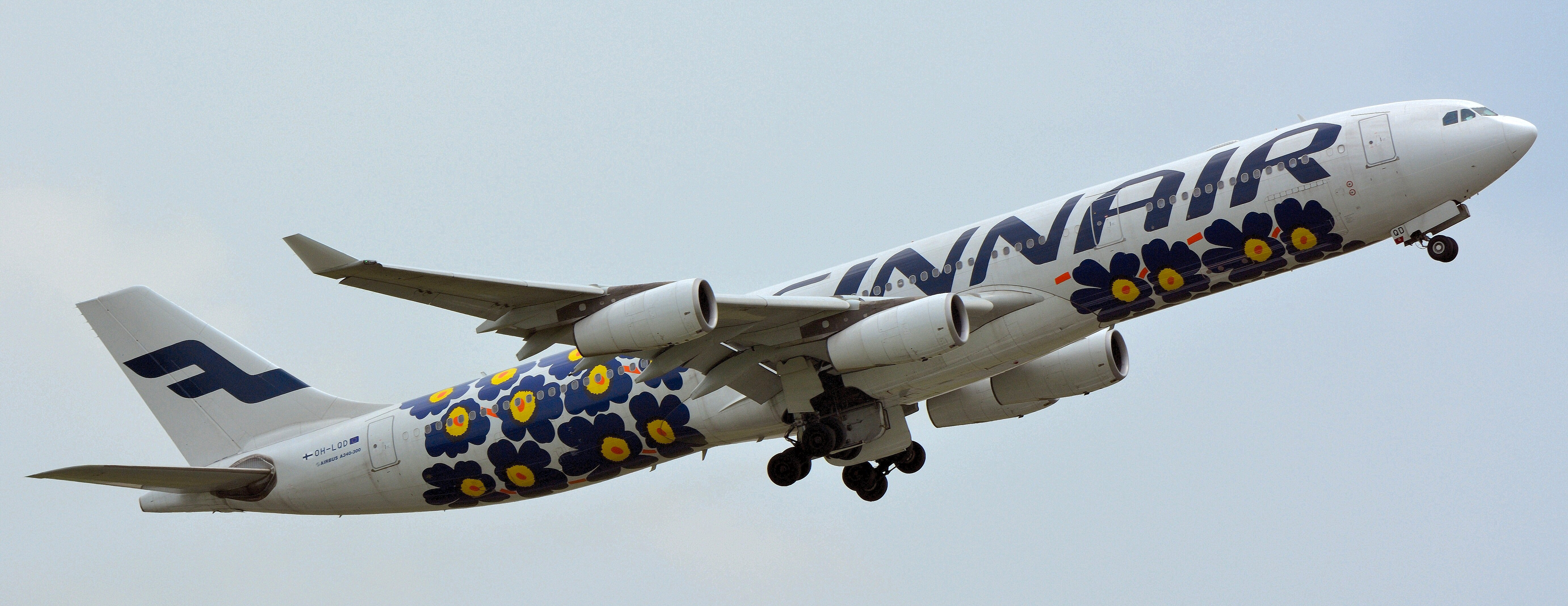
Un Airbus A340-300 de Finnair pintado con el patrón de Isola 'Marimekko Unikko' en 2015.

Marianne Aav señaló que «a medida que el siglo XXI avanza, Marimekko experimenta un resurgimiento del interés y el aprecio, un auténtico resurgimiento El patrón Unikko de Maija Isola, diseñado hace casi cuarenta años, florece como nunca antes».
En 2011, Marimekko voló un globo aerostático decorado con una versión enorme de Unikko sobre Helsinki, demostrando que el patrón sigue siendo icónico casi medio siglo después. La política de marketing de Marimekko fue reeditar «los clásicos de su catálogo de cincuenta años atrás, en particular un gran número de patrones de las décadas de 1950 y 1960 de Maija Isola».
Desde 2012, la aerolínea finlandesa Finnair empleó para sus vuelos a Asia un Airbus A340-300 luciendo una impresión en azul del padrón Unikko, mientras que un Airbus A330 decorado en un aniversario de Unikko sirvió sus otras rutas intercontinentales.
Isola fue descrita en 2013 como un icono de estilo. Su nieta Emma Isola trabaja para Marimekko cómo diseñadora, formando una tradición de tres generaciones.

## Exposiciones

### Contemporáneas
- Design in Scandinavia, Estados Unidos 1954, 1960.
- Exposición Finlandesa en Alemania 1956.
- Triennale de Milán 1954, 1957.[13]
- Exposición Universal de Bruselas Formes Scandinaves 1958.[41]

### Retrospectivas
- Maija Isola and Marimekko, exposición retrospectiva, en el Museo del Diseño (Designmuseo) de Helsinki, Finlandia. 24 de mayo de 2005 – 4 de septiembre de 2005.[42]
- Finnish Design, Victoria and Albert Museum, Londres, 2005.[43]
- Marimekko - The Story of a Nordic Brand, exposición en el Museo del Diseño de Copenhague, Dinamarca, 2 de marzo – 28 de mayo de 2007.[44]
- Marimekko: Fabric, Fashion, Architecture, exposición en el Museo Etnográfico Esloveno en Liubliana, Eslovenia, 1 de julio de 2009 – 18 de octubre de 2009.[45]
- Magnifying Nature: 1960s Printed Textiles, exposición en el Minneapolis Institute of Arts, 5 de marzo de 2011 – 21 de agosto de 2011.[46]